# Hưng Nhân (huyện)
Hưng Nhân là một huyện cũ thuộc tỉnh Thái Bình, Việt Nam.

## Vị trí địa lý
- Phía Bắc giáp huyện Tiên Lữ của tỉnh Hưng Yên.
- Phía Đông và Nam giáp huyện Duyên Hà.
- Phía Tây giáp huyện Lý Nhân của tỉnh Nam Hà.

## Lịch sử
Ngày 17 tháng 6 năm 1969, huyện Hưng Nhân được hợp nhất với huyện Duyên Hà thành huyện Hưng Hà và cộng thêm các xã: Bắc Sơn, Đông Đô, Tây Đô, Hòa Bình, Chi Lăng của huyện Tiên Hưng (cũ) sáp nhập vào.

## Hành chính
Huyện Hưng Nhân có 19 xã: Canh Tân, Cấp Tiến, Cộng Hòa, Hiệp Hòa, Hoàng Đức, Hồng Hà, Lam Sơn, Liên Hiệp, Minh Tân, Phạm Lễ, Phúc Khánh, Tân Mỹ, Tân Sơn, Tân Tiến, Tân Việt, Thái Hưng, Thái Thịnh, Tiến Dũng, Trần Phú.